# Anna Carrová, hraběnka z Bedfordu
Anna Carrová, hraběnka z Bedfordu (9. prosince 1615 – 10. května 1684) byla bohatou anglickou šlechtičnou a manželkou Williama Russella, 5. hraběte z Bedfordu, peera a vojáka za Anglické občanské války, který se po její smrti stal vévodou z Bedfordu. Její matkou byla proslulá Frances Howardová, která byla komplicem ve vraždě. V roce 1638 byla Anna předmětem nejméně dvou portrétů vlámského malíře Anthonise van Dycka.

## Rodina
Lady Anna se narodila 9. prosince 1615 v Toweru jako jediný potomek a dědic Roberta Carra, 1. hraběte ze Somersetu, a jeho manželky Frances Howardové. Anna byla pokřtěna 16. prosince 1615 v kostele sv. Martina v Ludgate. V době jejího narození byli její rodiče na základě obvinění z účasti na smrtelné otravě sira Thomase Overburyho v roce 1613 uvězněni. Oba byli odsouzeni k smrti, ale poprava se nekonala. Matka se přiznala ke své účasti na trestném činu, ale otec prohlašoval, že je nevinný. Rodina zůstala v Toweru do ledna 1622, když král Jakub I. Stuart hraběte a hraběnku ze Somersetu omilostnil.

## Manželství a potomci
Anna byla popisována jako ctnostná a jedna ze tří nejkrásnějších dívek královského dvora. Svou krásou padla do oka Williamu Russellovi, synu a dědici Francise Russella, 4. hraběte z Bedfordu a Catherine Brydgesové. Kvůli vzpomínce na notoricky známý skandál způsobený Anninými rodiči; zejména na neslavnou pověst její matky, stejně jako ignorování jejího vlastního narození v Toweru během věznění Somersetů, vzdoroval Williamův otec synovu výběru a varoval ho, aby se „chránil proti nebezpečné kráse Anny Carrové“. Mezi Williamem a Annou vzrostla vášnivá oddanost a William se rozhodl v této záležitosti uposlechnout otcovo přání. Karel I. Stuart, který byl sňatku nakloněn, nakonec přesvědčil hraběte, aby dal dvojici souhlas; a tak se 11. července 1637 William Russell a Anna Carrová vzali. Anna přinesla do manželství jmění ve výši £12 000 a londýnský majetek.
V roce 1638 namaloval slavný malíř Anthony van Dyck nejméně dva Anniny portréty.
Když se stal William po otcově smrti 9. května 1641 5. hrabětem z Bedfordu, stala se Anna hraběnkou. Vévodkyní se nikdy nestala, protože William se stal vévodou až po její smrti.
Pár sídlil ve Woburn Abbey v Bedfordshire a jejich manželství bylo šťastné. Měli spolu několik dětí:
- Francis Russell, Lord Russell (1638–1678)
- William Russell, Lord Russell (1639–1683)
- John Russell, zemřel malý
- Lord Edward Russell (1642–1714)
- Robert Russell (1645–1703)
- Anna Russellová (1650–1657)
- James Russell (1651–1712)
- George Russell (1652–1692)
- Diana Russellová (1652–1701)
- Catherine Russellová, zemřela malá
- Margaret Russellová (1656–1702)

## Úmrtí
Anna zemřela 10. května 1684 v Woburn Abbey, rok po svém synovi Williamovi, který se stal jedním ze spiklenců Rye House Plot; 20. července 1683 byl zajat a sťat za zradu krále a vévody z Yorku. Věřilo se, že Annina smrt byla způsobena šokem při Williamově popravě; její zdraví se po tomto zážitku zhoršilo a nikdy se už plně nezotavila. Pohřbena byla ve farním kostele Bedford v Chenies, Buckinghamshire 16. května.
Na západní zídce kaple stojí nádherný bílý mramorový pomník Anny a jejího manžela.

## Tituly a oslovení
- 9. prosince 1615 – 11. července 1637: Lady Anna Carrová
- 11. července 1637 – 9. května 1641: Lady Russellová
- 9. května 1641 – 10. května 1684: The Right Honourable hraběnka z Bedfordu